# Селифантовица
Селифантовица — река в России, протекает в Подосиновском районе Кировской области. Устье реки находится в 102 км по правому берегу реки Юг. Длина реки составляет 10 км.
Исток реки находится в болотах в 6 км к северо-востоку от посёлка Демьяново. Генеральное направление течения в верховьях юго-запад, в среднем течении поворачивает на запад, в нижнем течении выходит на пойму реки Юг, поворачивает на север и течёт несколько километров вплоть до устья почти параллельно ему. Верхнее течение проходит по ненаселённой местности, в среднем течении протекает деревню Фурсово. Впадает в Юг у деревни Плесо. Ширина реки не превышает 10 м.

## Данные водного реестра
По данным государственного водного реестра России и геоинформационной системы водохозяйственного районирования территории РФ, подготовленной Федеральным агентством водных ресурсов:
- Бассейновый округ — Двинско-Печорский
- Речной бассейн — Северная Двина
- Речной подбассейн — Малая Северная Двина
- Водохозяйственный участок — Юг
- Код водного объекта — 03020100212103000011566